# Afrikanische Energiekommission
Die Afrikanische Energiekommission (kurz: Afrec) ist ein Organ der Afrikanischen Union, das die Entwicklung des afrikanischen Energiemarktes vorantreiben soll. Vorsitzender der Kommission ist der Sudanese Rashid Ali Abdallah.

## Geschichte
Bereits im Lagos-Plan (Lagos Plan of Action) von 1980 bezeichneten afrikanische Staatsoberhäupter die schlechte Energieversorgung auf dem afrikanischen Kontinent als ein Hemmnis für die Entwicklung Afrikas und forderten die Einrichtung einer internationalen Energiekommission. In den 1990er-Jahren wurden die Bemühungen zur Gründung einer solchen Kommission auf kontinentaler Ebene konkreter. Bei der 63. ordentlichen Sitzung des Ministerrates der Organisation für Afrikanische Einheit im Jahr 1996 wurde die Gründung der Afrec als Ziel bestätigt und eine baldige Umsetzung in die Wege geleitet. Bei einer Konferenz von Energieexperten zur Gründung der afrikanischen Energiekommission im Mai 2000 in Kairo wurde ein Entwurf für das Gründungsabkommen der Afrec erarbeitet. Die konkreten Schritte zur Gründung der afrikanischen Energiekommission wurden bei einer Konferenz der Energieminister im April 2001 ausgearbeitet und schließlich am 11. Juli 2001 in einem Gipfeltreffen der Staatsoberhäupter bestätigt.
Nachdem eine ausreichende Anzahl von Staaten das Abkommen ratifiziert hatte, nahm die Afrec mit Hauptsitz in Algier nach einem Beschluss der Konferenz der Energieminister am 17. Februar 2008 ihre Arbeit auf.

## Ziele
Die Afrec hat sich folgenden Zielen verschrieben:
- Erarbeitung von Plänen und Strategien zur besseren Energieversorgung und einer effizienteren Ressourcennutzung
- Gründung einer Datenbank für Energiestatistiken und Ermöglichung eines Datenaustausches auf dem gesamten Kontinent
- Regionale und kontinentale Projekte, sowie die Zusammenarbeit zwischen den afrikanischen Staaten im Energiesektor fördern
- Ausbildung geeigneter Arbeitskräfte für den Energiesektor
- Gründung eines technischen Netzwerks auf kontinentaler Ebene zur Unterstützung der Mitgliedsstaaten
- Transport und Handel von Energie in ganz Afrika ermöglichen[5]

## Mitgliedsstaaten
Stand Januar 2019 wurde der Vertrag zur Gründung der Afrec von 35 Staaten ratifiziert:
| Ägypten      | Algerien       | Angola        | Äthiopien | Benin      |
| Burkina Faso | Burundi        | Côte d’Ivoire | Eswatini  | Gabun      |
| Gambia       | Ghana          | Guinea        | Kamerun   | Kenia      |
| Komoren      | Republik Kongo | Lesotho       | Liberia   | Libyen     |
| Mali         | Mauritius      | Mosambik      | Namibia   | Nigeria    |
| Niger        | Ruanda         | Sambia        | Senegal   | Sudan      |
| Simbabwe     | Tansania       | Togo          | Tunesien  | Westsahara |